# Ерофеевка (метеорит)
Ерофеевка (Erofeevka; англ. Ierofeevka Meteorite) — каменный метеорит весом 1770 грамм, был найден в СССР в 1937 году, у деревни Ерофеевка (Калининский район, Северо-Казахстанская область, Казахская Советская Социалистическая Республика).

## История
В мае 1937 года был найден около деревни Ерофеевка (Акмолинская область) лесным техником Т. А. Роспасиенко, описан в Омске П. Л. Дравертом (1941).
С 2023 года в Казахстане деревню Ерофеевка называют Мереке (Акмолинская область).

## Описание
Метеорит упал в 1925 году, обнаружен в 1937 году.
Тёмный хондрит.
Метеорит изучался геологами.